# Oberahrain
Oberahrain ist ein Ortsteil des Marktes Essenbach im niederbayerischen Landkreis Landshut.

## Geographie
Das Pfarrdorf liegt südöstlich des Kernortes Essenbach am Längenmühlbach und an der Staatsstraße 2074. Unweit nördlich verläuft die A 92, südlich fließt die Isar. Der Ort liegt auf der Gemarkung Ohu.

## Sehenswürdigkeiten
- St. Erhard (Oberahrain) ist eine römisch-katholische Pfarrkirche, ein moderner Kirchenbau, der in den Jahren 1962/1963 errichtet wurde.
- Das Schulmuseum Ahrain wurde im Jahr 2012 in leerstehenden Klassenzimmern der Grundschule Ahrain (an der Landshuter Straße) eröffnet.